# Militaire Orde van Italië
De Militaire Orde van Italië (Italiaans: "Ordine Militaire d'Italia") is de op 9 januari 1956 hervormde en omgedoopte "Militaire Orde van Savoye". Deze Orde werd op 14 augustus 1814 in Genua gesticht door Koning Victor Emanuel I van Savoye. Deze Ridderorde was een kopie van de Orde van Maria Theresia want ook zij beloont officieren voor "dappere daden die men ook had kunnen nalaten". Het Kapittel moest nauwkeurig nagaan of de voorgedragen officieren tijdens een veldslag inderdaad meer dan hun plicht hadden gedaan.

## De vijf graden van de Orde
| Monarchie | Republiek | Titel         | Beschrijving |
| --------- | --------- | ------------- | --- |
|           |           | Grootkruis    | De Grootkruisen dragen het kleinood, met een krans van Laurier-en eikenbladeren als verhoging, aan een breed lint over de rechterschouder en de zilveren ster van de Orde op de linkerborst. Aan deze onderscheiding is een pensioen verbonden.                                                |
|           |           | Grootofficier | De Grootofficieren dragen het kleinood, met een krans van Laurier- en eikenbladeren als verhoging, aan een lint om de hals en de zilveren ster van de Orde op de linkerborst. Aan deze onderscheiding is een pensioen verbonden.                                                               |
|           |           | Commandeur    | De Commandeurs dragen het kleinood, met een krans van Laurier- en eikenbladeren als verhoging, aan een lint om de hals. Aan deze onderscheiding is een pensioen verbonden. |
|           |           | Officier      | De Officieren dragen het kleinood met een gouden trofee als verhoging aan een lint op de linkerborst. Aan deze onderscheiding is een pensioen verbonden. |
|           |           | Ridder        | De Ridders dragen het kleinood met een gouden trofee als verhoging aan een lint op de linkerborst. Ook aan deze onderscheiding is een pensioen verbonden. Tijdens de vredestaken die het Italiaanse leger in VN of NAVO verband uitvoert wordt het ridderkruis als vaandeldecoratie toegekend. |

## De versierselen van de Militaire Orde van Italië
Het kruis is wit geëmailleerd en puntig. De lauwerkrans is groen geëmailleerd en de trofee is van goud. Op het rode medaillon staan twee gekruiste zwaarden met de jaartallen 1855, het jaar waarin de Orde nieuwe statuten kreeg, en 1947 voor de stichting van de Italiaanse Republiek. Op de keerzijde staat het monogram "RI" op een rode achtergrond. Op de rode ring staat "AL MERITO MILITARE" in gouden letters. 
Het lint is blauw met een brede rode middenstreep. Dit zijn de kleuren van het Koninklijke Huis van Savoye.
Koning Umberto II ging in 1946 na een verloren volksstemming in ballingschap, maar hij bleef in eigen ogen de Grootmeester van de Militaire Orde van Savoye. Na zijn overlijden gebruiken de pretendenten de Orde niet meer als Dynastieke Orde. De Italiaanse Republiek hervormde de orde op haar beurt in 1956 en doopte haar om tot "Militaire Orde van Italië" met de Italiaanse President als Grootmeester.